# Falicon
Falicon  est une commune française située dans le département des Alpes-Maritimes en région Provence-Alpes-Côte d'Azur.
Jusqu'en 1860, le nom officiel était en italien : Falicone.

## Géographie

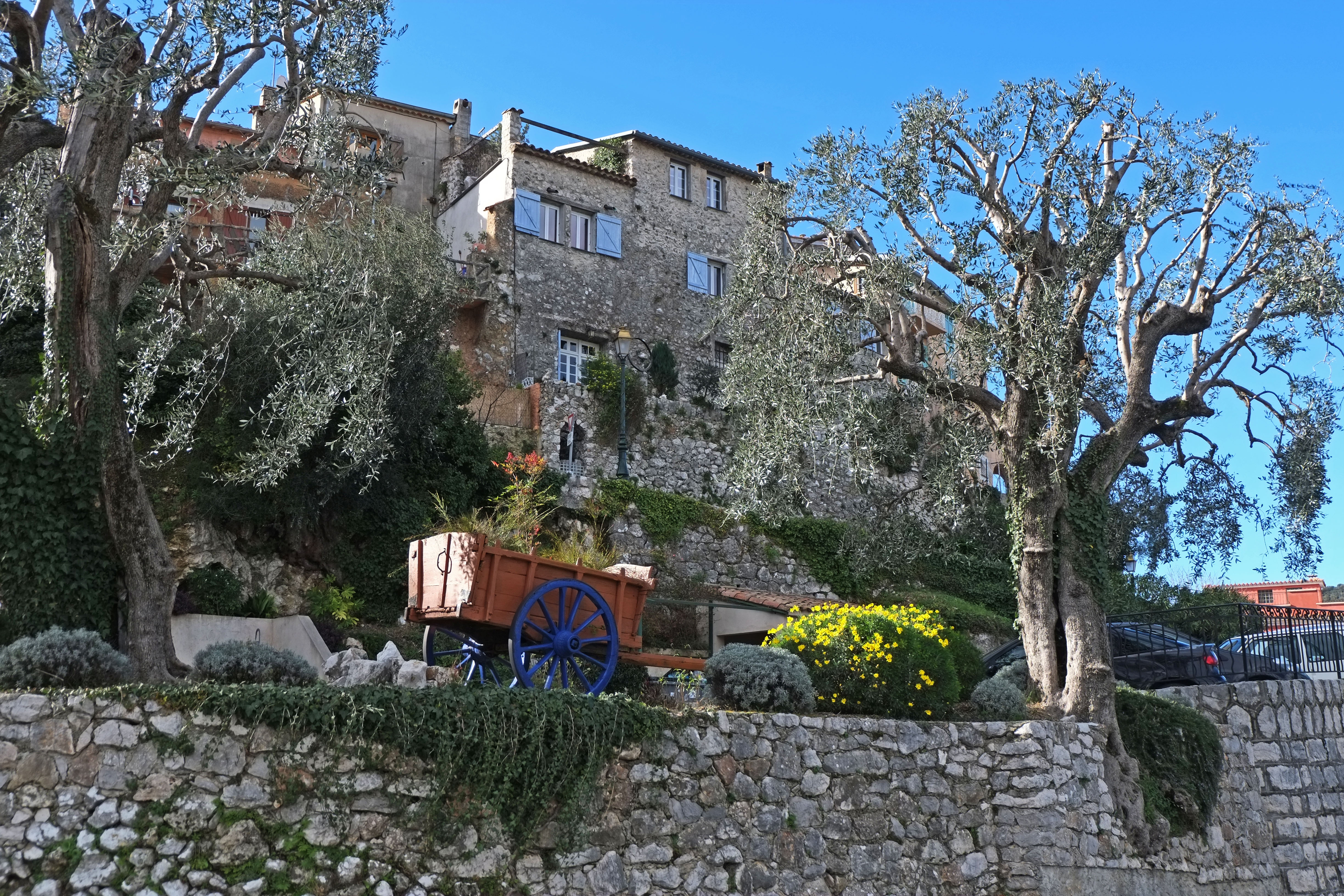
Arrivée sur le village.

### Localisation
La commune est située sur l'une des collines qui surplombent la ville de Nice dont elle est limitrophe. Elle se trouve entre Aspremont, Saint André de la Roche, et Tourrette-Levens, elle fait face au mont Chauve, l'un des trois « piliers » de la ville de Nice.

### Géologie et relief
Village perché, la superficie de la commune est de 517 hectares ; son altitude varie entre 103 et 850 mètres.

### Sismicité
Commune située dans une zone de sismicité moyenne.

### Hydrographie et les eaux souterraines
Cours d'eau sur la commune ou à son aval :
- La commune est bordée au nord-est par la Banquière[5], affluent du Paillon,
- ruisseau la banquière.

Falicon dispose de la station d'épuration intercommunale de Nice d'une capacité de 650 000 équivalent-habitants.

### Climat
Pour des articles plus généraux, voir Climat de Provence-Alpes-Côte d'Azur et Climat des Alpes-Maritimes.
En 2010, le climat de la commune est de type climat méditerranéen franc, selon une étude du Centre national de la recherche scientifique s'appuyant sur une série de données couvrant la période 1971-2000. En 2020, Météo-France publie une typologie des climats de la France métropolitaine dans laquelle la commune est exposée à un climat méditerranéen et est dans la région climatique  Var, Alpes-Maritimes, caractérisée par une pluviométrie abondante en automne et en hiver (250 à 300 mm en automne), un très bon ensoleillement en été (fraction d’insolation > 75 %), un hiver doux (8 °C) et peu de brouillards. 
Pour la période 1971-2000, la température annuelle moyenne est de 15,3 °C, avec une amplitude thermique annuelle de 15,1 °C. Le cumul annuel moyen de précipitations est de 834 mm, avec 5,8 jours de précipitations en janvier et 2,2 jours en juillet. Pour la période 1991-2020, la température moyenne annuelle observée sur la station météorologique de Météo-France la plus proche, « Nice », sur la commune de Nice à 6 km à vol d'oiseau, est de 16,3 °C et le cumul annuel moyen de précipitations est de 791,3 mm. 
La température maximale relevée sur cette station est de 37,7 °C, atteinte le 1er août 2006 ; la température minimale est de −7,2 °C, atteinte le 9 janvier 1985,,. 
Les paramètres climatiques de la commune ont été estimés pour le milieu du siècle (2041-2070) selon différents scénarios d'émission de gaz à effet de serre à partir des nouvelles projections climatiques de référence DRIAS-2020. Ils sont consultables sur un site dédié publié par Météo-France en novembre 2022.

### Voies de communications et transports

#### Voies routières
Commune située à 8 km de Nice par la M114.

#### Transports en commun
Transport en Provence-Alpes-Côte d'Azur
Commune desservie par le réseau Lignes d'Azur.

### Intercommunalité
Commune membre de la Métropole Nice Côte d'Azur.

## Urbanisme
La commune est intégrée dans le plan local d'urbanisme métropolitain approuvé le 25 octobre 2019.

### Typologie
Au 1er janvier 2024, Falicon est catégorisée ceinture urbaine, selon la nouvelle grille communale de densité à 7 niveaux définie par l'Insee en 2022.
Elle appartient à l'unité urbaine de Nice, une agglomération intra-départementale dont elle est une commune de la banlieue,. Par ailleurs la commune fait partie de l'aire d'attraction de Nice, dont elle est une commune de la couronne,. Cette aire, qui regroupe 100 communes, est catégorisée dans les aires de 200 000 à moins de 700 000 habitants,.

### Occupation des sols
L'occupation des sols de la commune, telle qu'elle ressort de la base de données européenne d’occupation biophysique des sols Corine Land Cover (CLC), est marquée par l'importance des forêts et milieux semi-naturels (57,6 % en 2018), en augmentation par rapport à 1990 (55,7 %). La répartition détaillée en 2018 est la suivante : 
milieux à végétation arbustive et/ou herbacée (38,2 %), zones urbanisées (35,8 %), forêts (19,5 %), zones agricoles hétérogènes (6 %), mines, décharges et chantiers (0,5 %).
L'évolution de l’occupation des sols de la commune et de ses infrastructures peut être observée sur les différentes représentations cartographiques du territoire : la carte de Cassini (XVIIIe siècle), la carte d'état-major (1820-1866) et les cartes ou photos aériennes de l'IGN pour la période actuelle (1950 à aujourd'hui).

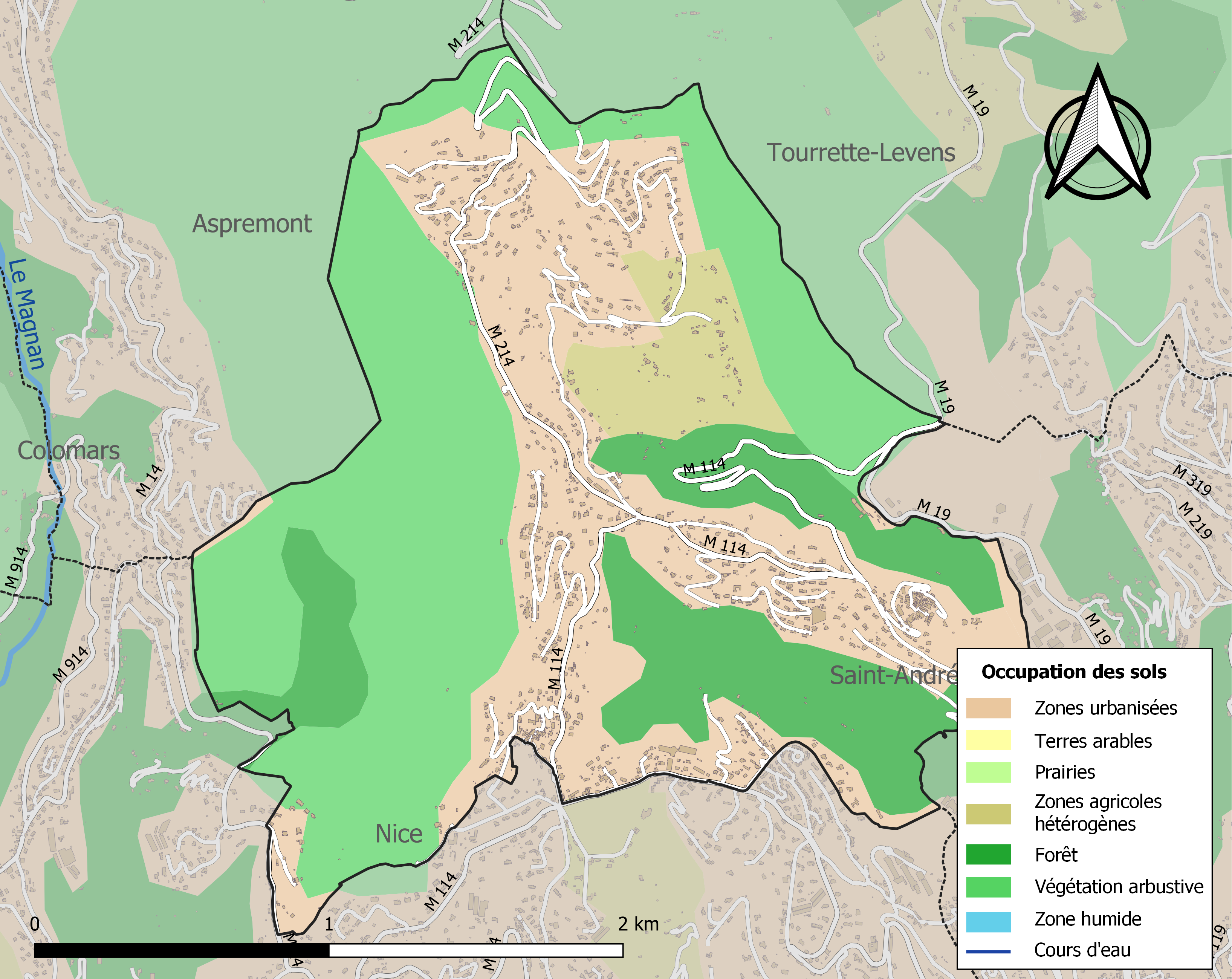
Carte de l'occupation des sols de la commune en 2018 (CLC).

### Communes limitrophes
| Aspremont | Aspremont, Tourrette-Levens | Tourrette-Levens        |
| Nice      | Falicon                     | Saint-André-de-la-Roche |
| Nice      | Nice                        | Saint-André-de-la-Roche |

## Toponymie
Le nom du village viendrait de la même racine celtique dont on peut rapprocher aujourd'hui les mots « falaise » ou « faucon ».

## Histoire
Une charte de 1073 fait mention de l'église Saint-Michel de Barbalate, près de Falicon.
Une bulle du pape Innocent IV, datée de Lyon, indique que l'abbaye Saint-Pons de Nice possède la moitié du village et du castrum de Falion, ainsi que la paroisse et l'église Saint-Michel de Barbalate,. Les auteurs du "Chartier de Saint-Pons", cette part de la seigneurie venait peut-être de la famille Travacca. En 1271, des membres de cette famille prête serment à Charles Ier d'Anjou, comte de Provence, pour la moitié de la seigneurie, donc l'autre moitié.
En 1309, dama Alaxia fut coseigneur de Falicon. Elle épousa Hugues Michaelis, juge de Draguignan (1314 ; 1318).
En 1330, François de Cays prête serment à Robert d'Anjou comme coseigneur de Falicon, de Peille et de Touët-de-l'Escarène. Il est syndic de Nice en 1335 et 1336.
La famille Travaca était une vieille famille consulaire qui s'illustra sur mer ; Jean Travacca, seigneur de Falicon et de la Roca, fils de Hugues Travaca, seigneur de Falicon et de la Roca, s'est marié avec Catherine Grimaldi. Remariée à Laurent Alaysiis, elle laisse par testament sa part de Falicon à Barthélemy Grimaldi qui en reçoit l'investiture le 6 février 1423.
En 1400, Laurent Alaysiis prête serment à Amédée VIII de Savoie comme coseigneur de Falicon. Seule mention de cette famille qui était peut-être une branche de la famille de Castellane.
En 1432, Honoré Marchesan, membre d'une famille niçoise connue, achète les trois quarts du fief, donc la moitié du fief qui appartenait jusque-là à l'abbaye Saint-Pons. Les Marchesan - ou Marquesan - sont ensuite présents à Falicon pendant 164 années.
Le 22 février 1460, Antoine Marchesan est mentionné avec le prieur de l'abbaye dans le Cartier de l'abbaye Saint-Pons pour un partage du fief. Ce partage doit faire du quartier de Faliconet le fief de l'abbaye comme il est cité dans la consignation des fiefs de 1734.
En 1476, Philippe de Savoie, comte de Bresse, inféode la partie du village qui n'appartient pas à l'abbaye Saint-Pons, à Mathieu Marchesan, baron de Coaraze.
L'abbé commendataire de Saint-Pons, et évêque de Nice (1462-1501), Barthélemy Chuet, reçoit de Charles Ier de Savoie l'investiture du quart de Falicon, en 1483, année où le duc réussit à se libérer de la tutelle de Louis XI.
En 1492, la régente du duché de Savoie, Blanche de Montferrat (1472 † 1519), pendant la minorité de son fils Charles II de Savoie prend des ordonnances qui ont permis de créer la municipalité de Falicon. Dans les actes de cette municipalité, Mathieu Marchesan est qualifié de coseigneur de Falicon, Coaraze et Touët.
En 1496, Philippe II de Savoie fait renouveler les hommages des feudataires. Les feudataires laïcs sont alors Mathieu Marchesan, bourgeois de Nice, coseigneur d'Ascros, de Falicon et de Touët-de-l'Escarène, et Jean Marchesan, seigneur de Coaraze et de Roccapaviera, coseigneur de Falicon. L'acte précise qu'ils ont le mixte empire et la basse justice.
Dans un acte passé en 1611, il est écrit que Falicon était dépeuplé en 1515, date à laquelle, Jean et Catherine Marchesan, seigneurs chacun de la moitié de Falicon, hormis le quart qui appartenait à l'abbaye Saint-Pons, «y amenèrent des hommes et des vassaux». Le fief va alors se diviser entre plusieurs coseigneurs. Le 30 octobre 1517, Jean Marchesan laisse sa part à son neveu qu'il a pris pour fils adoptif, Antoine Gandini qui prend le nom de Marchesan. Sa femme se remarie avec Honoré de Berre, dont elle eut des filles. Une fille, Louise se marie avec Jean Chiabaud. Ils vendirent 1/6 de Falicon à un Pierre-Antoine Pilosio en 1546. En 1549 et 1550, le Chartier de Saint-Pons cite des reconnaissances de fief pour Antoine et Claude de Berre pour 1/4,Antoine Marchesan pour une part sur les trois. Louise de Berre et Jean Chiabaud vendent 1/6 de Falicon à Barthélemy Tonduti le 7 décembre 1554, anobli en 1551.
Dans les actes 'habitation, après 1515, on ne cite plus que les feudataire laïques. L'explication est donnée dans la consignation des fiefs faite conformément à l'édit du 16 avril 1734 : le fief appartenant à l'abbaye Saint-Pons correspond au quartier de Faliconet qui englobe toute la partie nord du territoire de Falicon.
L'acte de 1611 indique que le fief est passé à Antoine Marchesan pour 7/18, «à Pierre-Antoine de Berre et Claude de Berre pour 1/3, Pierre-Antoine de Pellosio pour 1/9, et à Barthélemy Tonduti pour 1/6». Ces coseigneurs avaient passé une convention avec les habitants en 1556. On ne sait pas comment la famille de Berre transmet ses parts du fief, mais en 1596, il est dit qu'un Clément Marchesan a vendu les 5/6 des 3/4 du fief qu'il possédait à Sébastien Reinaldo, de Sospel. On a donc, à la fin du XVIe siècle la répartition suivant du fief : la famille Reinaldi, possède 15/24, l'abbaye Saint-Pons de Nice 6/24 et la famille Tonduti 3/24. La basse juridiction de Falicon est exercé par les représentants de ces coseigneurs pendant un temps proportionnel à leurs parts du fief. Cette situation est encore vraie en 1703, ans le rapport de l'intendant Mellarède. Les Tonduti construisirent leur résidence à la Bastide.
En 1746, pendant la guerre de Succession d'Autriche, l'armée franco-espagnole se reprit sur Falicon, le 14 octobre. Puis subit une déroute.
Le 2 juillet 1794, les autorités françaises inventorient les biens des Rainaldi de Falicon. Leurs biens sont vendus.
Au XIXe siècle, la reine Victoria vient souvent prendre son thé sur une place à l'entrée de Falicon quand elle est en résidence à Cimiez.
En 1895, l'eau du canal de la Vésubie arrive au village. La fontaine située sur la place à côté de la mairie et de l'église est construite à cette occasion.

## Politique et administration

### Liste des maires
| Période                                  | Période              | Identité                           | Étiquette   | Qualité |
| ---------------------------------------- | -------------------- | ---------------------------------- | ----------- | --- |
| Les données manquantes sont à compléter. |                      |                                    |             | |
| 1904                                     | 1919                 | Victor Bonifassi                   |             | |
| 1919                                     | 1935                 | Gustave Massot                     |             | |
| 1935                                     | mars 1965            | Ferdinand Garino (1895-1978)       | RGR/RI      | Ancien cadre public Conseiller général de Nice-V (1955 → 1973) Vice-président du conseil général Suppléant du député Jean Médecin |
| mars 1965                                | mars 1983            | Nicolas Andréa                     |             | |
| mars 1983                                | octobre 1984 (décès) | Marcel Eusebi (1937-1984)          |             | |
| 1984                                     | 1989                 | Jean Ravassa                       |             | |
| 1989                                     | 2001                 |                                    |             | |
| mars 2001                                | mai 2020             | Gisèle Eusebi puis Gisèle Kruppert | UMP-LR      | Professeure de sciences Vice-présidente de la Métropole Nice Côte d'Azur (2002 → 2020)                                            |
| mai 2020                                 | En cours             | Anaïs Tosel                        | DVD puis LR | Ancienne notaire, professeure des écoles                                                                                          |

### Budget et fiscalité 2019

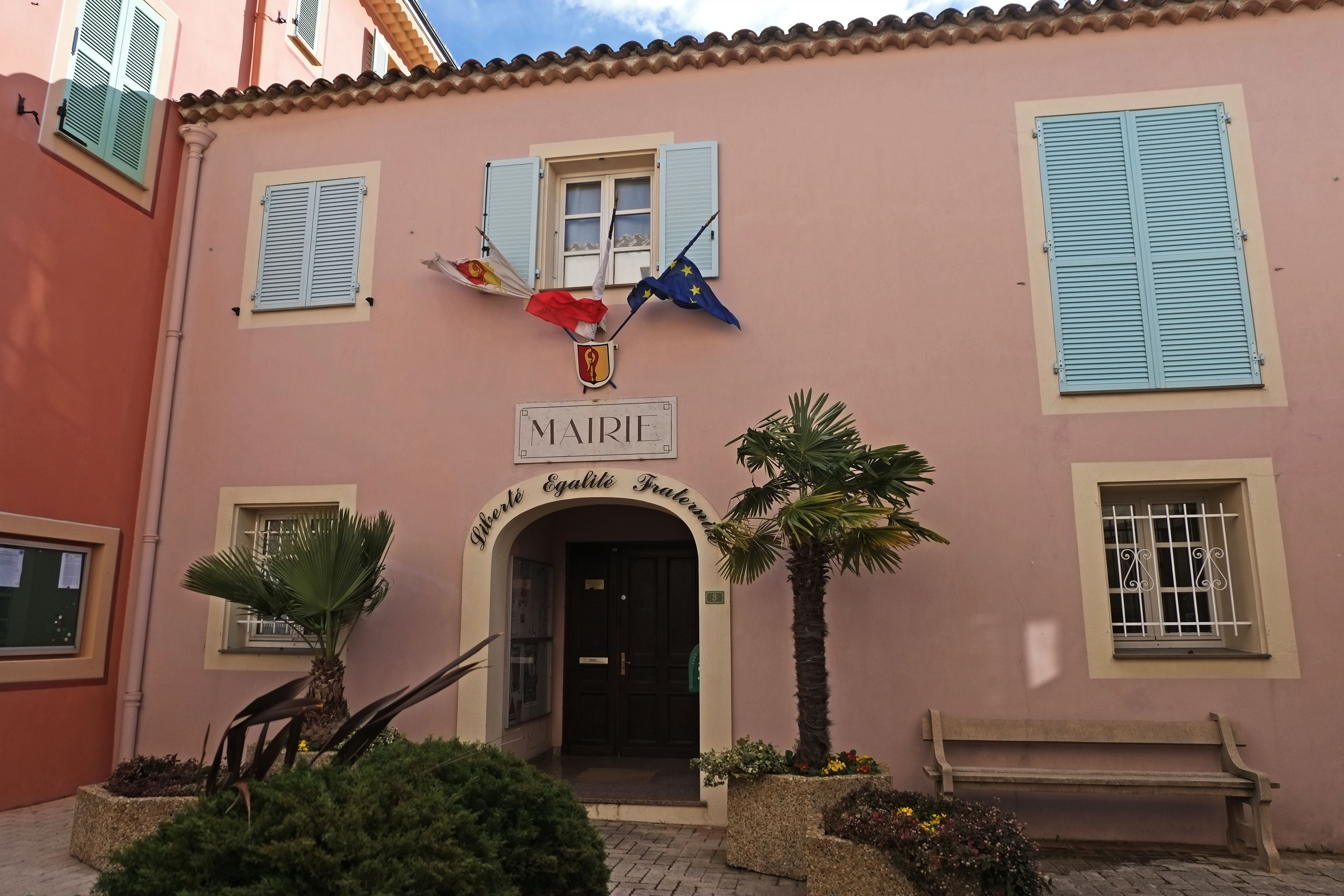
La mairie.

En 2019, le budget de la commune était constitué ainsi :
- total des produits de fonctionnement : 2 199 000 €, soit 1 094 € par habitant ;
- total des charges de fonctionnement : 2 005 000 €, soit 997 € par habitant ;
- total des ressources d'investissement : 1 385 000 €, soit 689 € par habitant ;
- total des emplois d'investissement : 1 309 000 €, soit 651 € par habitant ;
- endettement : 1 959 000 €, soit 974 € par habitant.

Avec les taux de fiscalité suivants :
- taxe d'habitation : 12,45 % ;
- taxe foncière sur les propriétés bâties : 15,70 % ;
- taxe foncière sur les propriétés non bâties : 17,98 % ;
- taxe additionnelle à la taxe foncière sur les propriétés non bâties : 0,00 % ;
- cotisation foncière des entreprises : 0,00 %.

Chiffres clés Revenus et pauvreté des ménages en 2017 : médiane en 2017 du revenu disponible, par unité de consommation : 28 710 €.

### Jumelages
- Merchweiler (Allemagne) depuis 1987
- Castellino Tanaro (Italie) depuis 2004

## Population et société

### Démographie

#### Évolution démographique
Ses habitants sont appelés les Faliconnais.
L'évolution du nombre d'habitants est connue à travers les recensements de la population effectués dans la commune depuis 1793. Pour les communes de moins de 10 000 habitants, une enquête de recensement portant sur toute la population est réalisée tous les cinq ans, les populations de référence des années intermédiaires étant quant à elles estimées par interpolation ou extrapolation. Pour la commune, le premier recensement exhaustif entrant dans le cadre du nouveau dispositif a été réalisé en 2006.

En 2022, la commune comptait 2 170 habitants, en évolution de +9,71 % par rapport à 2016 (Alpes-Maritimes : +2,85 %, France hors Mayotte : +2,11 %).
| 1793 | 1800 | 1806 | 1822 | 1831 | 1838 | 1841 | 1848 | 1851 |
| ---- | ---- | ---- | ---- | ---- | ---- | ---- | ---- | ---- |
| 420  | 401  | 508  | 560  | 402  | 577  | 408  | 576  | 413  |

| 1858 | 1861 | 1866 | 1872 | 1876 | 1881 | 1886 | 1891 | 1896 |
| ---- | ---- | ---- | ---- | ---- | ---- | ---- | ---- | ---- |
| 589  | 563  | 527  | 500  | 515  | 536  | 531  | 438  | 405  |

| 1901 | 1906 | 1911 | 1921 | 1926 | 1931 | 1936 | 1946 | 1954 |
| ---- | ---- | ---- | ---- | ---- | ---- | ---- | ---- | ---- |
| 413  | 427  | 407  | 362  | 464  | 446  | 496  | 513  | 525  |

| 1962 | 1968 | 1975 | 1982  | 1990  | 1999  | 2006  | 2011  | 2016  |
| ---- | ---- | ---- | ----- | ----- | ----- | ----- | ----- | ----- |
| 605  | 715  | 877  | 1 065 | 1 498 | 1 644 | 1 789 | 1 907 | 1 978 |

| 2021  | 2022  | - | - | - | - | - | - | - |
| ----- | ----- | - | - | - | - | - | - | - |
| 2 111 | 2 170 | - | - | - | - | - | - | - |

### Enseignement
Établissements d'enseignements :
- Écoles maternelle et primaire[44].
- Collège à Nice, Henri Matisse.
- Lycée à Nice, Calmette.

### Santé
Professionnels et établissements de santé :
- Médecins,
- Pharmacies à Falicon,
- Kinésithérapeute à Falicon
- Hôpitaux à Nice.

### Cultes
- Culte catholique, Paroisse Sainte-Marie des Anges, Diocèse de Nice[46].

### Sécurité
La commune dans son ensemble est classée depuis 2013 en zone de sécurité prioritaire, avec renforcement des effectifs de la police nationale. En effet, la commune « souffre plus
que d’autres d’une insécurité quotidienne et d’une délinquance enracinée » et « connaît depuis quelques années une dégradation importante de ses conditions de sécurité », ce qui a été identifié comme tel par le Ministère de l'Intérieur du Gouvernement Jean-Marc Ayrault, permettant ainsi à ce territoire de bénéficier de policiers supplémentaires.

### Manifestations culturelles et festivités
- Les Falicomédies : expositions d’art singulier ainsi qu'un festival de théâtre en septembre.
- Fête de l'œillet chaque année au mois d'avril.

## Économie
Falicon était une des vingt-sept communes de la communauté urbaine Nice Côte d'Azur, présidée par Christian Estrosi, maire de Nice. Elle fait aujourd'hui partie de la métropole Nice Côte d'Azur qui a succédé à la communauté urbaine.

### Entreprises et commerces

#### Agriculture
- Exploitations agricoles.
- Ancien hameau ou ferme de Châteaurenard[49].

#### Tourisme
- Gîtes communaux référencés Gîtes de France[50].
- Auberge et restaurants[51].
- Food truck[52] avec le label « Cuisine nissarda »[53].

#### Commerces
- L’épicerie « Falicon Express » du village.

## Culture locale et patrimoine

### Lieux et monuments

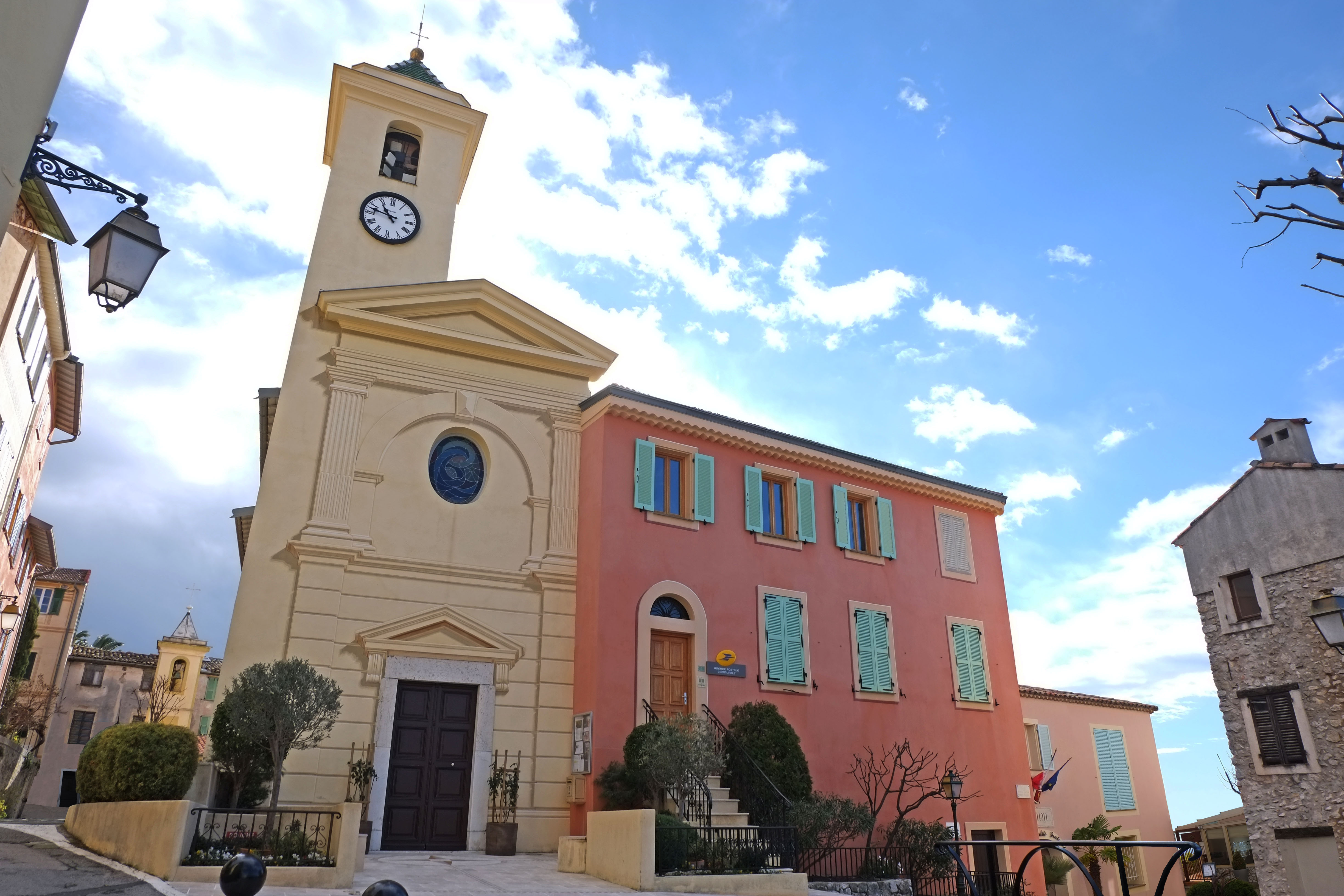
L'église de la Nativité.

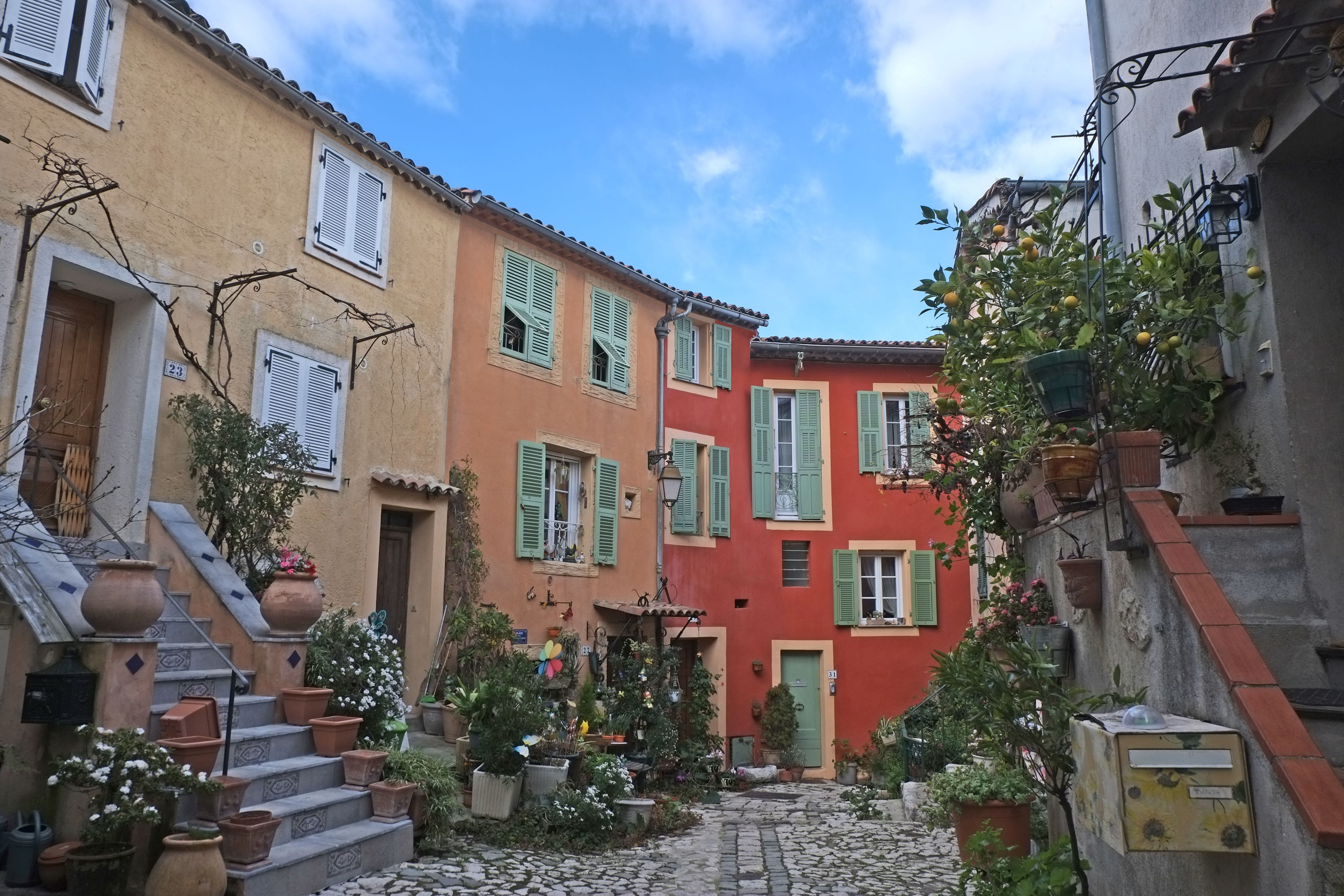
L'extrémité de la rue du Four.

- Le village, ses ruelles, ses passages voûtés.
- Les petites cités lacustres jouxtant Falicon.
- Le mur protohistorique[54].
- Le mur romain du Rayet, aqueduc[55].
- Le mur du château.
- La porte Saint-François.
- Le puits ancien.
- Le fortin du XVIIIe siècle.
- Fabrique dite pyramide de Falicon[56]. Pyramide équilatérale qui coiffe l’aven des Ratapignata[57].

Patrimoine religieux :
- L’église paroissiale Notre-Dame de la Nativité fondée par les bénédictins de Saint-Pons au XVIIe siècle[58],[59].
- La chapelle Sainte-Croix[60] (chapelle des pénitents blancs) du début du XVIIe siècle.
- La chapelle rurale de Saint-Sébastien[61],[62].
- La chapelle rurale du Rayet.
- La chapelle des Giaïnes[63].
- La chapelle-oratoire du château de la Bastide.
- Oratoire.
- Le monument aux morts[64].

### Falicon et la littérature
Jules Romains situe à Falicon l'action de son roman La Douceur de la vie.

### Héraldique
| Blason de Falicon | Blason  | Parti de gueules et d’or à la crosse épiscopale de l’un en l’autre mouvant de la pointe,. |
| Blason de Falicon | Détails | Le statut officiel du blason reste à déterminer.                                          |

## Personnalités liées à la commune
- Domenico Rossetti (it) (Vasto, 10 octobre 1772 - Parme, juillet 1816), était un écrivain italien, avocat à Sienne, philosophe, auteur dramatique, archéologue et spéléologue : découvreur de la Pyramide de Falicon et grotte de Ratapignata. De passage dans la région, en ce début de printemps 1803, il apprend l'existence d'un trou très profond vers le sommet de la montagne d'où s'échappent des chauves-souris (Ratapignate en niçois) à la tombée du jour. Arrivé sur les lieux, un rayon de soleil lui révèle les profondeurs du gouffre. Rossetti, transporté par cette vision, est frappé d'une « stupeur inexprimable », il décide aussitôt de descendre et c'est ainsi qu'il découvre la grotte ;
- La Reine Victoria (1819-1901) aimait se promener à Falicon et y prendre le thé. La place « du Thé de la Reine » lui rend hommage[65].
- Denise Perrier, miss Monde 1953, est domiciliée à Falicon.